# Jan-Lennard Struff
Jan-Lennard Struff (ur. 25 kwietnia 1990 w Warstein) – niemiecki tenisista, reprezentant kraju w Pucharze Davisa, olimpijczyk z Rio de Janeiro (2016), Tokio (2020) i Paryża (2024).

## Kariera tenisowa
Zawodowym tenisistą został w 2009 roku.
W drabince głównej zawodów wielkoszlemowych zadebiutował w 2013 roku podczas French Open, przechodząc najpierw kwalifikacje. W pierwszej rundzie poniósł porażkę z Jewgienijem Donskojem. W grze pojedynczej jest mistrzem jednego turnieju ATP Tour z czterech osiągniętych finałów.
W konkurencji gry podwójnej jest zwycięzcą czterech turniejów rangi ATP Tour z ośmiu rozegranych finałów.
W marcu 2015 roku zadebiutował w reprezentacji Niemiec w Pucharze Davisa.
Olimpijczyk z Rio de Janeiro (2016), Tokio (2020) i Paryża (2024). W zawodach singlowych najdalej awansował do drugiej rundy w Tokio i Paryżu. W deblu najlepszymi wynikami Niemca są ćwierćfinały, również w Tokio i Paryżu.
W rankingu gry pojedynczej Struff najwyżej był na 21. miejscu (19 czerwca 2023), a w klasyfikacji gry podwójnej na 21. pozycji (22 października 2018).

### Finały w turniejach ATP Tour
| Legenda                                      |
| -------------------------------------------- |
| Wielki Szlem                                 |
| Igrzyska olimpijskie                         |
| Tennis Masters Cup / ATP Finals              |
| ATP Masters Series / ATP Tour Masters 1000   |
| ATP International Series Gold / ATP Tour 500 |
| ATP International Series / ATP Tour 250      |

#### Gra pojedyncza (1–3)
| Końcowy wynik | Nr | Data             | Turniej   | Nawierzchnia | Przeciwnik           | Wynik finału        |
| ------------- | -- | ---------------- | --------- | ------------ | -------------------- | ------------------- |
| Finalista     | 1. | 2 maja 2021      | Monachium | Ceglana      | Nikoloz Basilaszwili | 4:6, 6:7(5)         |
| Finalista     | 2. | 7 maja 2023      | Madryt    | Ceglana      | Carlos Alcaraz       | 4:6, 6:3, 3:6       |
| Finalista     | 3. | 18 czerwca 2023  | Stuttgart | Trawiasta    | Frances Tiafoe       | 6:4, 6:7(1), 6:7(8) |
| Zwycięzca     | 1. | 21 kwietnia 2024 | Monachium | Ceglana      | Taylor Fritz         | 7:5, 6:3            |

#### Gra podwójna (4–4)
| Końcowy wynik | Nr | Data                | Turniej   | Nawierzchnia  | Partner           | Przeciwnicy                          | Wynik finału      |
| ------------- | -- | ------------------- | --------- | ------------- | ----------------- | ------------------------------------ | ----------------- |
| Finalista     | 1. | 12 stycznia 2018    | Sydney    | Twarda        | Viktor Troicki    | Łukasz Kubot Marcelo Melo            | 3:6, 4:6          |
| Zwycięzca     | 1. | 7 października 2018 | Tokio     | Twarda        | Ben McLachlan     | Raven Klaasen Michael Venus          | 6:4, 7:5          |
| Zwycięzca     | 2. | 12 stycznia 2019    | Auckland  | Twarda        | Ben McLachlan     | Raven Klaasen Michael Venus          | 6:3, 6:4          |
| Finalista     | 2. | 2 marca 2019        | Dubaj     | Twarda        | Ben McLachlan     | Rajeev Ram Joe Salisbury             | 6:7(4), 3:6       |
| Zwycięzca     | 3. | 22 września 2019    | Metz      | Twarda (hala) | Robert Lindstedt  | Nicolas Mahut Édouard Roger-Vasselin | 2:6, 7:6(1), 10–4 |
| Finalista     | 3. | 16 lutego 2020      | Rotterdam | Twarda (hala) | Henri Kontinen    | Pierre-Hugues Herbert Nicolas Mahut  | 6:7(5), 6:4, 7–10 |
| Zwycięzca     | 4. | 2 marca 2024        | Dubaj     | Twarda        | Tallon Griekspoor | Ivan Dodig Austin Krajicek           | 6:4, 4:6, 10–6    |
| Finalista     | 4. | 21 kwietnia 2024    | Monachium | Ceglana       | Andreas Mies      | Yuki Bhambri Albano Olivetti         | 6:7(6), 6:7(5)    |